# 20-я танковая дивизия (СССР, 1945)
20-я Звенигородская танковая дивизия — тактическое соединение танковых войск в составе Северной групп войск Вооружённых Сил СССР.

## История
20-я танковая дивизия была сформирована в июне 1945 года в результате переформирования 20-го танкового корпуса.
Этот корпус был создан в 1942 году. В его состав входили три танковые бригады (8, 80 и 155.), мотопехотная бригада и два самоходных артиллерийских полка. В январе 1943 года корпус вошёл в состав 3-го корпуса общевойсковой армии Брянского Фронта. В мае 1944 года его включили в резервные части Верховного Командования Красной Армии.
В марте 1945 года корпус переброшен на польскую территорию, где принял участие в боях за город-крепость Глогов. После окончания войны, в мае 1945 года, он был подчинён командованию Северной группы войск. Во второй половине июня корпус был переведён в посёлок Демба в жешовском воеводстве. В конце июня 1945 года его преобразовали в 20-ю Звенигородскую дивизию с основными силами она стала дислоцироваться в военном поселении Свентошув.
В 1968 году она приняла участие в операции "Дунай" на территории Чехословакии, где выполнила все свои боевые задачи. До 1992 года дивизия дислоцировалась в гарнизоне Свентошув и Страхува. В 1992 году дивизию вывели из Польши и перебросили в Харьков, где её расформировали.

## Состав (1990)
Командование и штаб (JW 70413) - Свентошув
- 8-й гвардейский танковый полк (JW 31695) - Свентошув;
- 76-й гвардейский Оршанский танковый полк (JW 52801) - Страхув;
- 155-й танковый полк (JW 68415) - Свентошув;
- 144-й механизированный полк (JW 61412) - Страхув;
- 1052-й самоходный артиллерийский полк (JW 12255) - Свентошув;
- 459-й зенитно-ракетный полк (JW 33593 — - Свентошув;
- 595-й эскадрилья тактических ракет (JW 82492 — - Свентошув;
- 27-й разведывательный батальон (JW 28348) - Свентошув;
- 207-й сапёрный батальон (JW 33854) - Свентошув;
- 710-й батальон связи (JW 45504) - Свентошув;
- 70-й ремонтный батальон (JW 88862) - Свентошув;
- 219 медицинский батальон (JW 92678 — - Свентошув;
- 1082 батальон материально-технического обеспечения (JW 77935 — Свентошув;
- 336-я отдельная химическая рота (JW 32204) - Свентошув.

В 1990 году у дивизии было на вооружении:
- 335 танков (Т-80);
- 274 БВП и БВР (148 БМП-2, 111 БМП-1, 15 БМП-1к);
- 27 бронетранспортёров БТР-60;
- 108 самоходных пушек (72 2С1 Гвоздика, 36 2С3 Акация);
- 30 миномётов 2b11 Sani;
- 18 ракетных установок БМ-21[2].

## Командиры
1. генерал-лейтенант Иван Г. Лазарев (1945 – 1946);
2. генерал-майор Александр Г. Поликарпов (1946 – 1947);
3. генерал-майор Матвей г. Вайнруб (1947 – 1950);
4. полковник Баграт И. Исаакян (1950-1951);
5. генерал-майор Яков М. Баранов (1951 – 1955);
6. полковник Николай Д. Стрекалов (1955 – 1956);
7. генерал-майор Иван Д. Ивильев (1956 – 1958);[3]
8. генерал-майор Степан Е. Белоножко (1958 – 1963);
9. генерал – майор Иван Л. Жебрунов (1963-1969);
10. генерал-майор Павел Васильев (1969 – 1973);
11. генерал – майор Владимир В. Хрустицкий (1973-1976);
12. полковник Эрлен В. Порфирьев (1976 – 1979);
13. генерал-майор Виктор А. Копылов (1979 – 1983);
14. генерал – майор Борис В. Подкоритов (1983-1985);
15. полковник Михаил В. Карасёв (1985-1987);
16. генерал-майор Виталий П. Степанов (1988 – 1989);
17. генерал-майор Александр Юшкевич (1989 – 1992).